# Cornigera flava
Cornigera flava – gatunek kosarza z podrzędu Laniatores i rodziny Samoidae. Jedyny znany przedstawiciel monotypowego rodzaju Cornigera.

## Występowanie
Gatunek jest endemiczny dla Wenezueli.